# 久保田コージ
久保田 コージ（くぼた - ）は、日本のディスクジョッキー。
1993年-2017年には、主にFM802のラジオDJとしても活躍。当該期間はセイと業務提携していた。
友人からのあだ名は　カエル　だそうです。

## 出演番組
FM802
- FUNKY JAMS 802（1993年10月 - 1994年9月）
- Sony SUPER MUSIX（金曜夜、1994年10月 - 2000年3月）
  - Sony CYBER MUSIX（金曜夜、2000年4月 - 2002年3月）
- ROCK KIDS 802（平日夕方、1995年10月 - 1999年9月）
- SPINNING SATURDAY NITE（土曜夜、2002年4月 - 2006年9月）
- FRIDAY COSMIC COASTER（金曜12:00-19:00、1999年10月 - 2008年9月）
- OSAKAN HOT 100（日曜12:00-16:00→-15:00、2008年10月12日 - 2015年9月27日）
- Beat Diffusion（土曜25:00-27:00、2015年10月3日 - 2017年9月30日）

その他
- SAMPLING SOURCE（InterFM）
- Beat Joponese Countdown（TOKYO FM）
- SAT SPORTS INDEX（ZIP-FM）